# Oligarchia
La parola oligarchia deriva dal greco antico olígoi (ὀλίγοι) = pochi e arché (ἀρχή) = comando/governo; ossia "governo di pochi". L'oligarchia è un regime politico, un governo, caratterizzato dalla concentrazione del potere effettivo nelle mani di poche persone.

## Caratteristiche
Il termine oligarchia (a differenza di "monarchia", "democrazia", ecc.) non indica una specifica forma di Stato o di governo o un insieme di istituzioni, ma soltanto che il potere è detenuto da un gruppo ristretto tendenzialmente chiuso, omogeneo, coeso e stabile, che lo esercita nel proprio interesse. In questo senso può essere usato anche al di fuori della politica e si può parlare ad esempio di oligarchie economiche, finanziarie, burocratiche, militari, ecc.
Oggi sono quasi scomparse le forme di governo in cui si accede al potere per nascita (cioè le aristocrazie in senso proprio); i componenti del gruppo oligarchico sono invece legati tra loro da vincoli di altro tipo: di interesse, di appartenenza a un determinato corpo di pubblici ufficiali (militari, funzionari) o a un gruppo politico come un movimento rivoluzionario o di liberazione nazionale.

## Nella scienza della politica

### Il pensiero politico classico
Oligarchia significa "governo di pochi", ma nell'antica Grecia il termine spesso indicava in modo più specifico il "governo dei ricchi"; lo si ritrova usato in questo senso sia da Platone nella Repubblica (550c) sia da Aristotele nella Politica (1290b).
Nella classificazione delle forme di governo formulata da Aristotele nella Politica (governo di uno/di pochi/di tutti), l'oligarchia e l'aristocrazia sono le due forme che può assumere il governo di pochi. Mentre l'aristocrazia (il governo dei migliori) è la forma pura del governo di pochi, l'oligarchia ne è la forma corrotta. L'oligarchia è una forma di governo cattiva, non perché antidemocratica, ma perché quei pochi esercitano il potere indebitamente, in quanto non ne hanno il diritto o in quanto lo fanno violando le leggi o, infine, in quanto lo esercitano favorendo gli interessi particolaristici a scapito di quelli della comunità. Se, invece, i pochi che esercitano il potere lo fanno in maniera legittima e in vista dell'interesse generale, allora il loro governo è un'aristocrazia, naturalmente nell'accezione greca in cui a governare sono gli aristoi, i migliori. Secondo Aristotele, l'oligarchia è dunque la degenerazione dell'aristocrazia:
(Gianfranco Miglio, Lezioni di politica. I. Storia delle dottrine politiche, Bologna, Il Mulino, 2011, pp. 85-86.)
Il termine oligarchia conteneva quindi una valutazione negativa che ha mantenuto a lungo anche in seguito, tanto più che ad Atene vi furono, con pessima stampa, il governo oligarchico dei Quattrocento nel 411 a.C. e il regime dei Trenta tiranni del 404 a.C. Governi oligarchici furono presenti anche in altre città, come Sparta o Tebe, presentati come degenerazione delle locali aristocrazie; pure a Roma la legittimità «risiedeva, piuttosto, nella nobilitas, poggiava su una concezione aristocratica del governo della cosa pubblica. L’ascesa alle massime cariche pubbliche, anche se consacrata da una votazione, era l’epilogo di un cursus honorum che prendeva, di regola, le mosse dai natali illustri e procedeva per tappe contrassegnate dalle sperimentate virtù militari e di attitudine così all’ubbidienza come al comando, dalla ricchezza accumulata, dalle precedenti cariche pubbliche ricoperte, dalla comprovata eloquenza, che era poi fattore spesso decisivo delle vittorie elettorali».
Nella tradizione del pensiero occidentale si è perciò conservato a lungo, dall'antichità al Medioevo, il concetto che un governo di pochi non è cattivo in sé, ma solo in quanto i pochi governino male.

### Il pensiero politico moderno
Nell'età moderna invece si è progressivamente affermata la concezione democratica e, con essa, la tesi che un governo di pochi è, in quanto tale, un cattivo governo: un governo buono è quello in cui è la maggioranza (i più) che governa. In realtà, anche in un governo democratico il potere è esercitato da un gruppo ristretto; ma nelle democrazie il gruppo che governa è scelto e legittimato per mezzo di elezioni, esiste un'opposizione che potrebbe sostituirlo, e sono garantite le libertà politiche per la generalità dei cittadini.
Il concetto di oligarchia è stato ripreso in età moderna dalle teorie delle élite formulate da studiosi come Gaetano Mosca, Vilfredo Pareto e Robert Michels. Secondo queste teorie, ogni governo è sempre un governo di pochi. Ciò non significa che tutti i governi siano uguali, ma soltanto che i governanti sono sempre, numericamente, una minoranza. Mosca e Pareto non usarono il termine oligarchia, ma espressioni come "classe politica", "minoranza governante", "aristocrazia", "classe eletta". Michels invece lo usò nei suoi studi sull'organizzazione dei partiti politici e giunse a formulare la cosiddetta "legge ferrea dell'oligarchia", secondo cui in un partito politico e più in generale in ogni grande organizzazione, il potere inevitabilmente si concentra nelle mani di un gruppo ristretto.
Come conseguenza del successo di queste teorie, il termine oligarchia è entrato largamente nel linguaggio della scienza politica e ha in gran parte perduto la sua connotazione negativa, assumendone una più neutra e descrittiva. Lo stesso effetto dell'esistenza delle élite è stato in qualche modo descritto come il portato della democrazia dei moderni.
(Gustavo Zagrebelsky, La difficile democrazia, Roma: Carocci, Parolechiave (nuova serie di Problemi del socialismo): 43, 1, 2010, p. 139)

## Nella sociologia economica
Nel sistema economico capitalistico talvolta si accumulano risorse economiche presso centri di potere coacervati, e non diffusi sul territorio o tra le classi sociali. Benché si tratti di aggregazioni diverse da quelle investite della gestione della cosa pubblica, spesso queste oligarchie esercitano un ruolo assai importante nell'influenzarne la condotta e, più in generale, esplicano un effetto asfittico nei confronti della libera competizione tra le forze imprenditoriali.
La struttura sociale più avanzata al mondo, nell'accentramento oligarchico del potere economico, sarebbe quella statunitense secondo Simon Johnson, Jeffrey A. Winters, Michael Moore, Bob Herbert, Thomas Piketty, Martin Gilens e Benjamin Page e perfino l'ex presidente Jimmy Carter.
Realtà di ricchezza (e di potere economico) assai più concentrata, invero, si riscontrano in Paesi giunti al capitalismo più di recente, come è il caso dei cosiddetti oligarchi russi. Si tratta di ex burocrati sovietici o loro clienti, che si giovarono della caduta dell'Unione Sovietica per proporre vantaggiosi acquisti delle fabbriche di proprietà statale; stante il loro legame con la classe politica che ha accettato le proposte di vendita, lo storico Edward L. Keenan ha in proposito tracciato un paragone con la classe dei boiardi che, su delega degli zar, gestiva il latifondo nel granducato di Mosca del tardo Medioevo. Analisi più proiettate sulla situazione contemporanea russa sottolineano il peso di queste realtà sulla vita pubblica, sulla diffusione del crimine organizzato e sulla mancanza di una cultura di etica aziendale; viene anche descritto il ruolo del governo russo nella caduta di coloro che, tra gli oligarchi, rifiutano di riconoscere la primazia del Cremlino.